# Aleuroclava pentatuberculata
Aleuroclava pentatuberculata is een halfvleugelig insect uit de familie witte vliegen (Aleyrodidae), onderfamilie Aleyrodinae.
De wetenschappelijke naam van deze soort is voor het eerst geldig gepubliceerd door Sundararaj & David in 1993.